# Falkenberghaus
Das Falkenberghaus ist eine Schutzhütte der Sektion Erlangen des Deutschen Alpenvereins (DAV). Sie liegt in der Hersbrucker Schweiz in Deutschland. Es handelt sich um eine Selbstversorgerhütte ohne Bewirtschaftung.

## Geschichte
Die Sektion in Erlangen wurde am 15. Januar 1890 gegründet, sie ist in Erlangen der größte Sportverein. Die Hütte wurde 1926 erbaut, erweitert wurde das Falkenberghaus von 1976 bis 1991. Die Sektion übernahm 2014 das Haus von dem Verein Naturfreunde Nürnberg-Nord, es liegt in der Hersbrucker Schweiz und es nannte sich vorher das Naturfreundehaus. Die Sektion besitzt eine weitere Hütte in den Ötztaler Alpen, die Erlanger Hütte.

## Lage
Das Falkenberghaus liegt auf einer Höhe von 460 m ü. NHN in der Hersbrucker Schweiz, bei Artelshofen im Pegnitztal.

## Zustieg
- Es existiert ein Parkplatz nur 100 m von der Hütte entfernt.
- Vom Gasthof zum Pechwirt dem Meinfelder Weg (Grünes Kreuz) folgen, rechts auf eine Fahrstraße abbiegen, dann links auf einen Pfad. Dieser führt bergauf durch den Wald bis zum Falkenberghaus. Gehzeit: ca. 15 Min.[4]

## Nachbarhütten
- Düsselbacher Hütte der Sektion Schwabach
- Röthenbacher Hütte der Sektion Röthenbach
- Laufer Hütte der Sektion Lauf
- Haus Egerland der Sektion Eger und Egerland[5]

## Tourenmöglichkeiten
- Artelshofen – Treuf – Griesmühle – Harnbachmühle – Pegnitztal, 12,4 km, Gehzeit 3,5 Std.
- Schlösser, Wasserspiele und Felsgiganten zwischen Artelshofen und Düsselbach, 16,4 km, Gehzeit 5 Std.
- Durchs Engental zum Harnbach-Wasserfall, 12,4 km, Gehzeit 3,5 Std.
- Artelshofen – Engental – Langenstein (Kletterfelsen), 7,5 km, Gehzeit 2,5 Std.
- Von Vorra nach Pommelsbrunn, 16 km, 5 Std.
- Von Vorra nach Etzelwang, 13,2 km, 4 Std.
- Naturerlebnis Hersbrucker Alb, 24,5 km, 7,5 Std.[6]

## Klettermöglichkeiten
Der Langenstein liegt zwischen Eschenbach und Artelshofen.
- Langenstein Südseite, 16 m hoch. Die Kletteranlage verfügt über 10 Routen, bis zum 8.- Schwierigkeitsgrad.
- Langenstein Nordseite, 16 m hoch. Die Kletteranlage verfügt über 6 Routen, bis zum 6.+ Schwierigkeitsgrad.[7]

## Karten
- Fritsch Karten: Nr. 65, Naturpark Fränkische Schweiz. ISBN 3-86116-065-X
Nr. 53, Blatt Süd, Veldensteiner Forst, Hersbrucker Alb. ISBN 3-86116-053-6
Nr. 72, Hersbrucker Alb in der Frankenalb, Pegnitz- und Hirschbachtal. ISBN 3-86116-072-2.